# Franske postnumre
Franske postnumre er en række cifre, der placeres i starten (til venstre) af den sidste adresselinie på et brev.

## Historie
Det oprindelige postnummer, der blev introduceret i 1964 af PTT (forløberen for La Poste) bestod af 2 cifre, der var de samme som departementsnummeret.
I 1972 blev nummeret udvidet til de nuværende 5 cifre.

## Opbygning
I dag består postnummeret altså af 5 cifre, hvor de 2 første cifre stadig er de samme som departementsnummeret.
For departementerne på Korsika gælder det, at de er slået sammen under postnumre, der starter på 20.
For de resterende 3 cifres vedkommende, er det sådan at præfekturet i departementets postnummer slutter på 000 og underprækturene ender på 00. Det var oprindeligt tænkt, at de 8 største byer i departementet, skulle have et postnummer, der sluttede i hundrederne, altså 100, 200, 300 etc. Dette holder imidlertid ikke altid stik, idet større byer ofte vil være underinddelt i flere postdistrikter og dermed optage disse postnumre. Et eksempel er Nice, hvor postnumrene hedder
06000, 06100, 06200 og 06300.
I Paris, Marseille og Lyon er det sådan, at postnumrene følger arrondissementerne og er nummereret i overensstemmelse hermed:
- Paris: 75001 – 75020 (16. arrondissement er yderligere delt i to: 75016 og 75116).
- Marseille: 13001 – 13016
- Lyon: 69001 – 69009

Det kan i nogle tilfælde forekomme, at et postdistrikt ikke ligger i det departement, som postnummeret indikerer. Dette forekommer typisk, hvis distriktet er svært tilgængeligt, fra den nærmeste postomdelingscentral i departementet.
For de oversøiske områders vedkommende gælder det også, at postnummeret er 5-cifret, men da departementsnummeret her er 3-cifret, er postdistriktet altså kun 2-cifret. Koden for Noumea i Ny Kaledonien er 98800, da Ny Kaledoniens
departementsnummer er 988 og Noumea er præfektur.
Derudover findes der et antal parisiske postnumre, der alle starter med 99. Disse vedrører særlige konkurrencer, virksomheder og postordresalg.
Det franske militær bruger postnumre, der starter med 00.

## Udenfor Frankrig
Monaco bruger også det franske postnummersystem og har postnummeret 98000.